# White Anglo-Saxon Protestant
WASP is een Engelse afkorting voor White Anglo-Saxon Protestant. De term wordt gebruikt om de blanke, Angelsaksische en protestantse, maatschappelijke toplaag aan te duiden in de Verenigde Staten. Oorspronkelijk waren dit Amerikanen van Engelse en Schotse komaf; later ook Amerikanen van Nederlandse komaf, van wie dus de Angelsaksische afstamming ontbrak, maar die veelal calvinistisch waren en die net als Engelsen en Schotten tot de oudste (West-)Europese kolonisten behoorden.
Toen de sociaalpolitieke situatie meer ontspannen werd, begon het begrip WASP ook Amerikanen van Franse en later ook van Duitse en Ierse afkomst te omvatten. WASP werd geleidelijk aan een verwijzing naar blanke Amerikanen met een bovengemiddeld tot hoog inkomen.
Vooral in de 19e en tot het midden van de 20ste eeuw bepaalden WASP-families het politieke leven in de VS.

## Belangrijke WASP-families
- Nederlandse voorouders: onder andere de families Vanderbilt en Roosevelt;
- Duitse voorouders: onder andere de families Rockefeller, Heinz en Astor;
- Franse voorouders: onder andere de familie Du Pont;
- Schotse voorouders: onder andere de familie Carnegie;
- Schots-Ierse voorouders: onder andere familie Mellon.